# Duxbury (condado de Plymouth, Massachusetts)
Duxbury é um lugar designado pelo censo localizado no condado de Plymouth no estado estadounidense de Massachusetts. No Censo de 2010 tinha uma população de 1.802 habitantes e uma densidade populacional de 261,56 pessoas por km².

## Geografia
Duxbury encontra-se localizado nas coordenadas 42° 02′ 40″ N, 70° 40′ 45″ O. Segundo a Departamento do Censo dos Estados Unidos, Duxbury tem uma superfície total de 6.89 km², da qual 5.72 km² correspondem a terra firme e (16.99%) 1.17 km² é água.

## Demografia
Segundo o censo de 2010, tinha 1.802 pessoas residindo em Duxbury. A densidade populacional era de 261,56 hab./km². Dos 1.802 habitantes, Duxbury estava composto pelo 98.45% brancos, o 0.28% eram afroamericanos, o 0.06% eram amerindios, o 0.72% eram asiáticos, o 0.06% eram insulares do Pacífico, o 0.11% eram de outras raças e o 0.33% pertenciam a duas ou mais raças. Do total da população o 0.72% eram hispanos ou latinos de qualquer raça.